# Murray Campbell
Murray S. Campbell (* 1957 in Edmonton) ist ein kanadischer Informatiker und Computerschachpionier. In den 1990er-Jahren entwickelte er bei IBM den Schachcomputer Deep Blue, der 1997 als erster Computer der Welt einen Schachwettkampf unter Turnierbedingungen gegen den amtierenden Schachweltmeister Garri Kasparow gewann.

## Leben
Murray Campbell studierte Informatik an der University of Alberta und schloss sein Studium 1979 mit dem B.Sc. und 1981 mit dem M.Sc. ab. 1987 promovierte er zum Ph.D. (Doktor) an der Carnegie Mellon University in Pittsburgh. In den 1980er-Jahren entwickelte er unter Leitung des amerikanischen Fernschachweltmeisters und Computerschachpioniers Hans Berliner (1929–2017) zusammen mit Carl Ebeling und Gordon Goetsch den Schachrechner HiTech, der 1985 und 1989 die Nordamerikanische Computerschachmeisterschaft gewann.
Beruflich ist er Senior Manager beim amerikanischen IT-Unternehmen IBM und arbeitet im Thomas-J.-Watson-Forschungszentrum in Yorktown Heights im Staate New York. 1989 forschte er dort zusammen mit seinem taiwanesischen Kollegen Feng-hsiung Hsu über Parallelrechnung. Aus dieser Arbeit entstand der neue Schach-Supercomputer Deep Blue (deutsch „Tiefblau“), wobei die Namensgebung sich als  Hommage an seinen Arbeitgeber IBM erklärt, dessen Firmenfarbe Blau ist, und der in den USA als „Big Blue“ bekannt ist. Mit Deep Blue gelang 1997 der historische erste Sieg im Wettkampf der „Maschine“ (Künstliche Intelligenz) gegen den menschlichen Schachweltmeister.
Murray Campbell ist ein vorzüglicher Pianist und spielte auch selbst Turnierschach.